# SN 2004bk
SN 2004bk – supernowa typu Ia odkryta 22 kwietnia 2004 roku w galaktyce NGC 5246. W momencie odkrycia miała maksymalną jasność 16,00m.